# Terme del Foro (Ercolano)

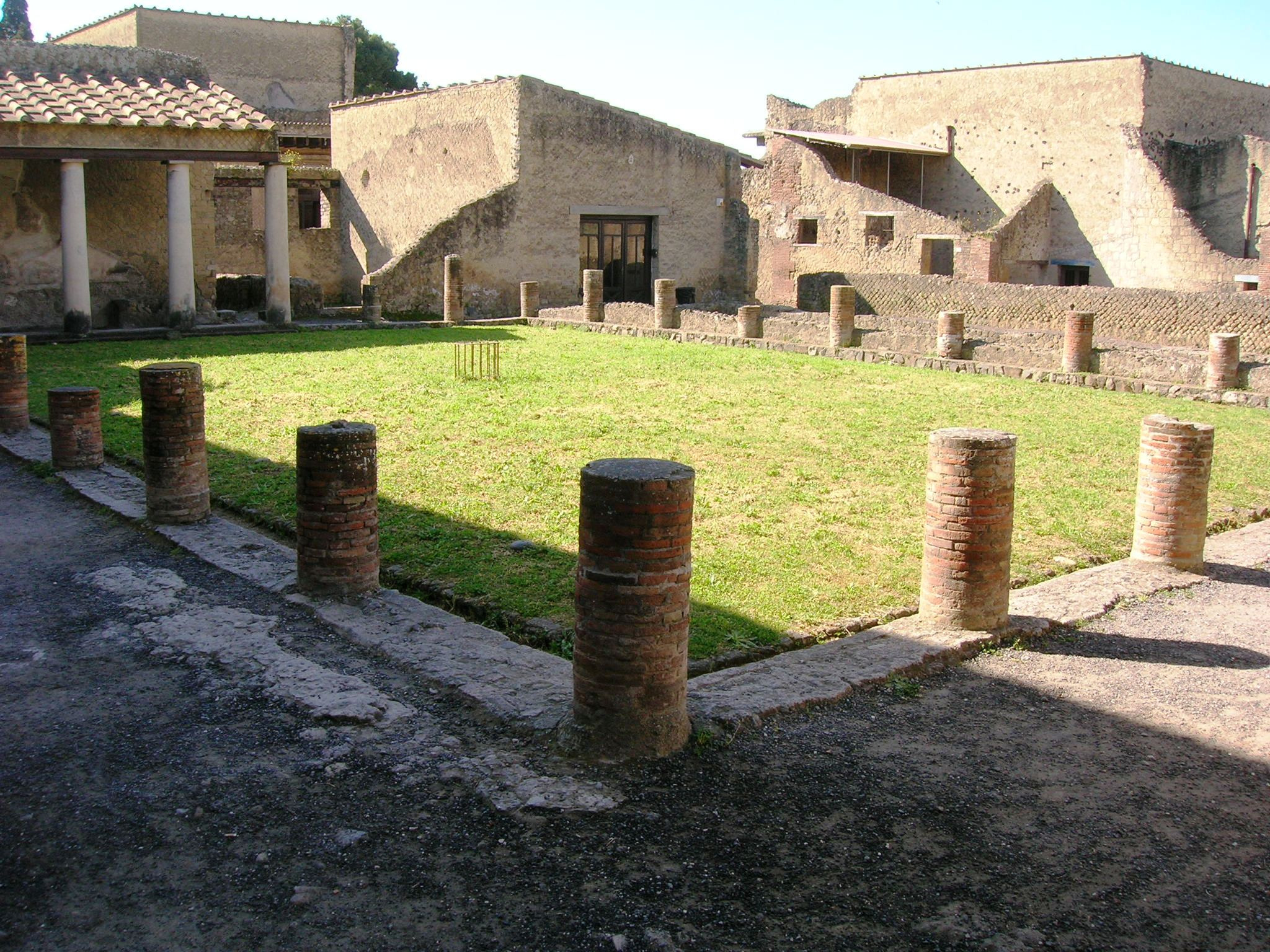
La palestra della sezione maschile

Le Terme del Foro sono un complesso termale di epoca romana, sepolte dall'eruzione del Vesuvio del 79 e ritrovate a seguito degli scavi archeologici dell'antica Ercolano: sono così chiamate per la vicinanza al foro della città.

## Storia

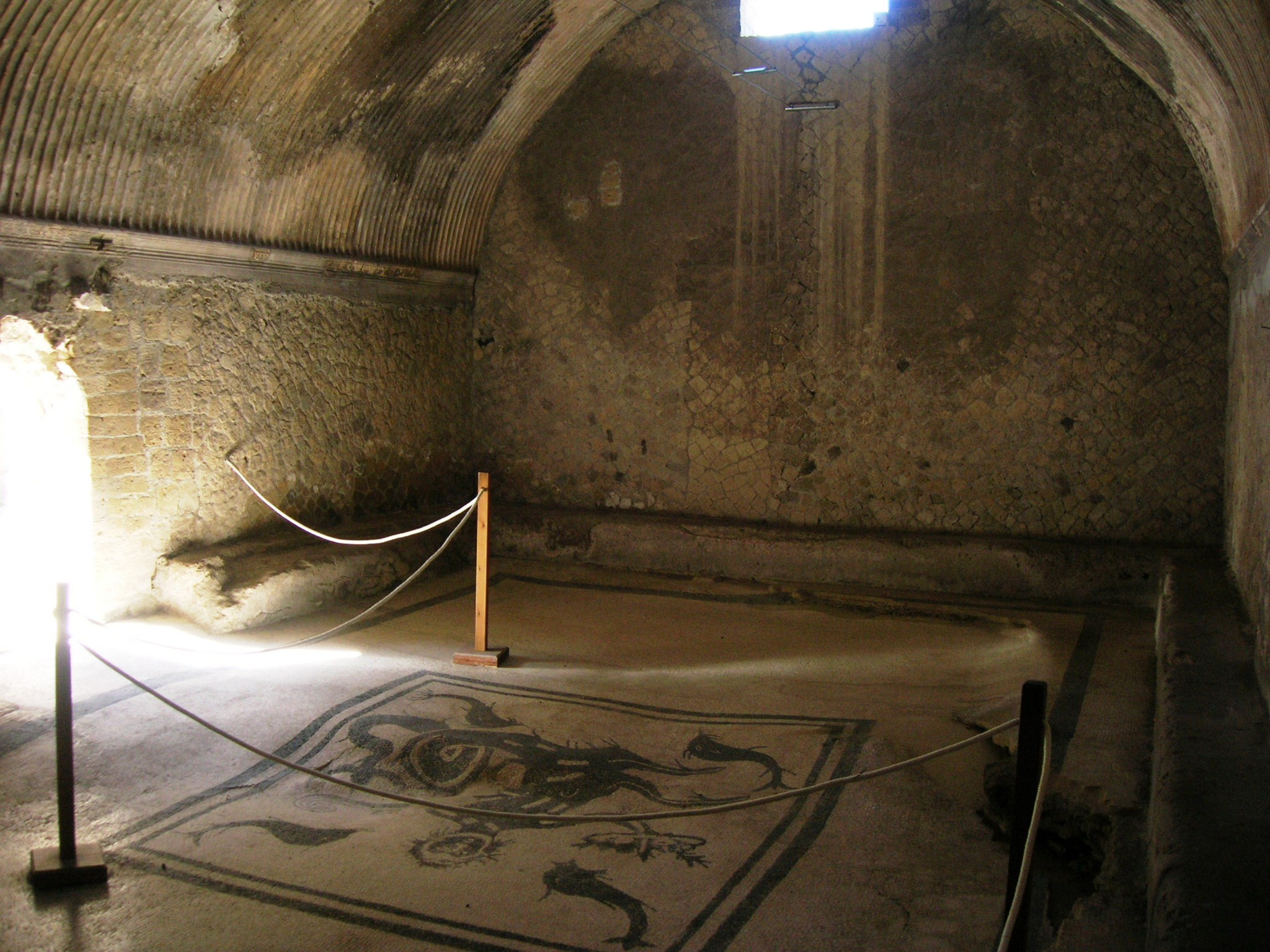
Il tepidarium della sezione maschile

Sulla data precisa per la costruzione per le Terme del Foro di Ercolano, mancano notizie precise, anche per l'assenza di epigrafi commemorative: si ipotizza che siano state realizzate, insieme a molti altri edifici pubblici della città, in età giulio-claudia, quindi all'inizio del I secolo, utilizzando soldi dell'erario pubblico, in una zona dove in precedenza sorgevano delle case private; la struttura era destinata sia ad uomini che donne di qualsiasi ceto sociale, grazie anche al basso costo per l'ingresso. Danneggiate dal terremoto di Pompei del 62, furono soggette a lavori di ristrutturazione, come dimostra il rifacimento degli affreschi: furono quindi interessate dall'eruzione del Vesuvio del 79 e ricoperte da una coltre di fango a seguito delle colate piroclastiche.
Le prime indagini della zona, tramite cunicoli, risalgono al 1740 ad opera di Roque Joaquín de Alcubierre e le terme furono sicuramente raggiunte nel 1746, anno in cui venne asportato un labrum: tuttavia non tutto il complesso venne esplorato, come dimostreranno poi i ritrovamenti, soprattutto di marmi, nel XX secolo. Una seconda fase di scavi, questa volta a cielo aperto, iniziò nel 1873 per concludersi nel 1875, riportando alla luce la palestra, il tepidarium e l'apodyterium delle terme maschili ed un gruppo di botteghe: al 1885 risale la prima mappa delle terme, opera di Giuseppe Tascone; dopo aver abbattuto diverse case popolari, che insistevano sull'area interessata, Amedeo Maiuri concluse il lavoro di scavo, esplorando l'intero complesso tra il 1927 ed il 1928 ed ancora tra il 1930 ed il 1931. Altre campagne d'indagine si sono avute tra il 1995 ed il 1996 senza però ottenere grossi ritrovamenti.

## Descrizione

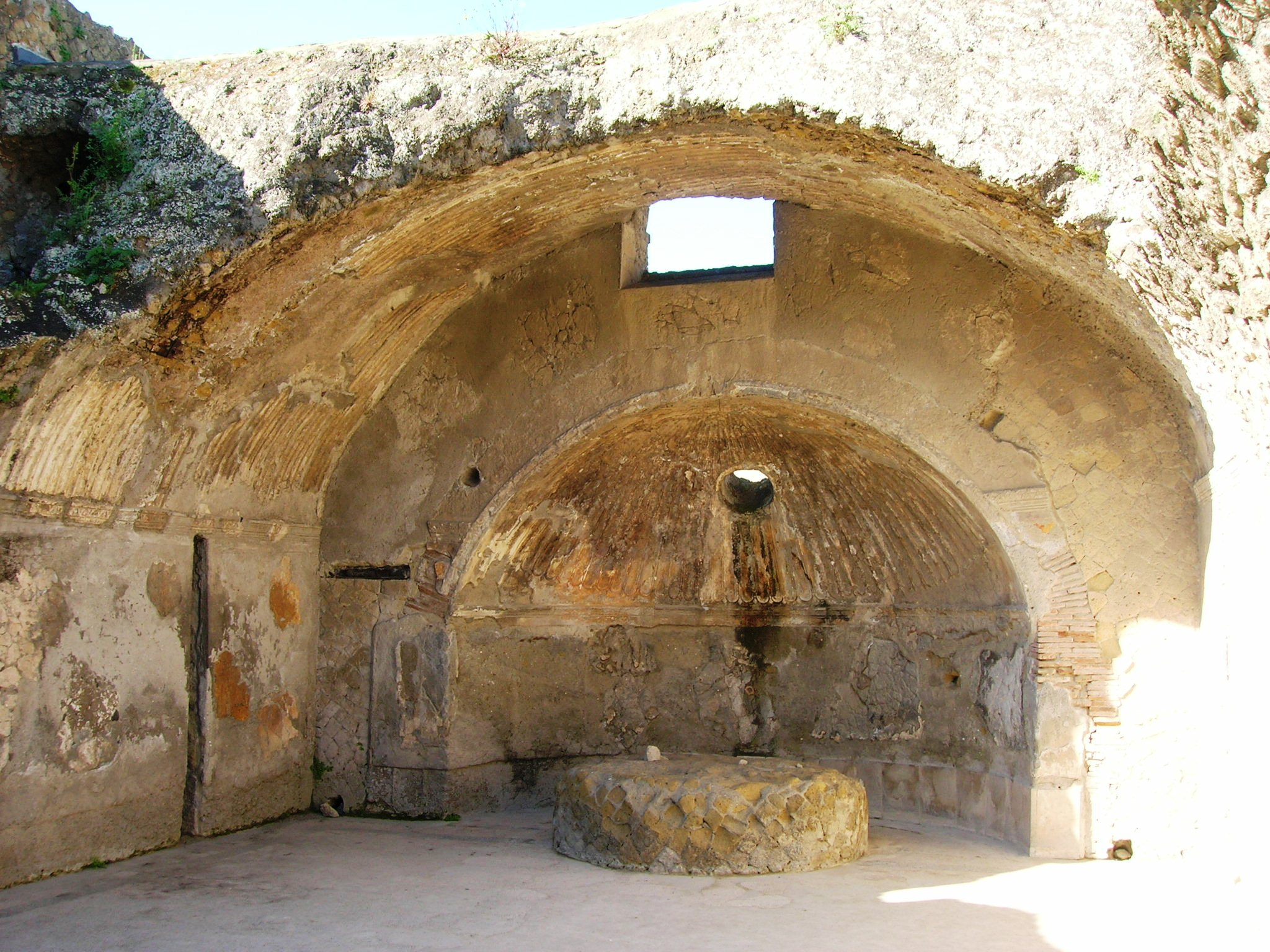
Il calidarium della sezione maschile

Le Terme del Foro sono realizzate in opera reticolata nella facciata ed opera incerta nel restante e tutti gli ambienti presentano volte a botte strigilate in tufo giallo: architettonicamente sono molto simili, anche se più piccole, alle Terme del Foro di Pompei; sono divise in due sezioni indipendenti, una maschile ed una femminile e prima dell'apertura dell'acquedotto del Serino erano alimentate tramite un pozzo.
La sezione maschile ha l'ingresso dal cardo III e dopo aver superato uno stretto corridoio si accede alla palestra: questa presenta colonne in mattoni e pilastri in opera mista, entrambi stuccati in bianco e neri, mentre le uniche due pareti, sono affrescate in quarto stile. Dalla palestra, due porte, conducono rispettivamente ad una latrina e all'apodyterium: nel primo ambiente, pavimentato in opus spicatum, si osserva il canale di scolo alimentato dalle acque che provenivano dal frigidarium; accanto alla latrina è una piccola stanza, illuminata da una finestra, nella quale probabilmente risiedeva il portinaio. L'apodyterium, illuminato da una finestra rettangolare sul lato sud, è largo sei metri e lungo dodici, ha una volte a botte e pavimento in lithostroton con frammenti di marmo di ardesia, marmo bianco e cipollino: le pareti sono decorate con zoccolatura rossa ed il restante in bianco, mentre i marmi presenti furono asportati durante le esplorazioni borboniche; la parete di fondo, che si chiude ad abside, ospita un labrum in marmo cipollino ed i resti di una vasca, originariamente rivestita in marmo ed utilizzata per le abluzioni. In questo ambiente furono rinvenuti nel 1932 quattro scheletri, di cui tre indossavano oggetti in oro, mentre un quarto aveva il lato sinistro completamente carbonizzato. Sulla sinistra dell'apodyterium, una porta conduce al frigidarium: questo è preceduto da un piccolo ambiente di forma rettangolare con pareti intonacate e pavimento in cocciopesto. Il frigidarium è di forma rettangolare, con pareti affrescate poco prima dell'eruzione in rosso decorate con candelabri e vasi agonistici ed illuminato da un lucernaio che si apre nella volta a cupola: questa presenta una decorazione in grigio e celeste nella quale sono raffigurati animali marini. Alcuni gradini permettono l'accesso alla piscina, profonda poco più di un metro e dal diametro di quattro, all'interno della quale si nota sia il foro d'immissione che quello di scarico dell'acqua: è decorata con una colorazione in verde e azzurro.

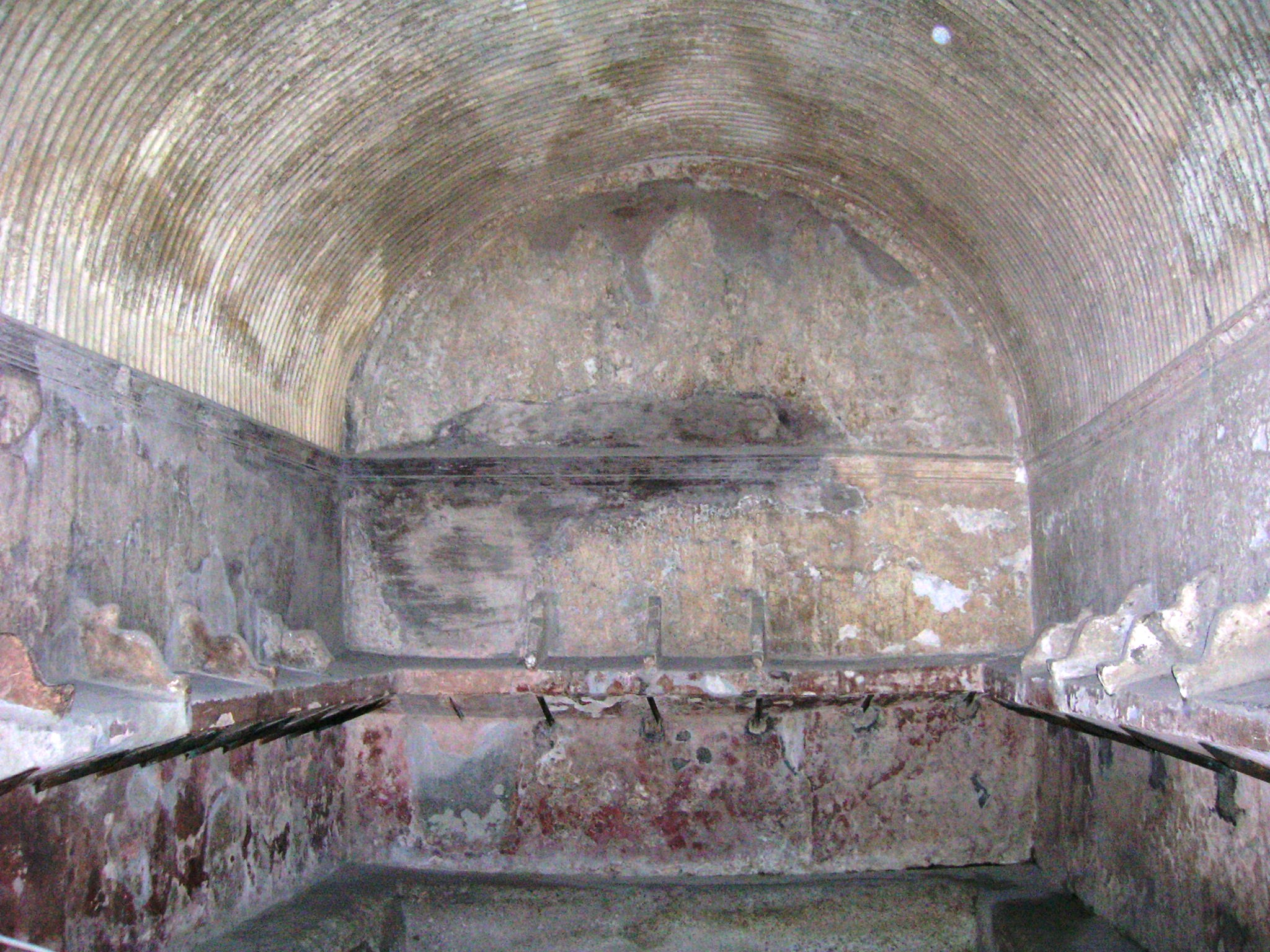
Lapodyterium della sezione femminile

Una porta ad arco che si apre sempre dall'apodyterium conduce al tepidarium, lungo dodici metri e largo sei: la stanza, illuminata tramite una finestra, ospita sedili e stalli per l'appoggio degli indumenti; i principali elementi decorativi si notano nella volta, con resti di stucco rosso e delimitata da una fascia con palme e foglie, e nella pavimentazione, con un mosaico che raffigura Tritone posto di profilo che reca tra le mani un timone ed un cesto di frutta e contornato da quattro delfini. Dal tepidarium si accede poi al calidarium, che sulla soglia è abbellito con una decorazione pavimentale rappresentante un anello dal quale pendono due strigili e un aryballos: la parte centrale della volta è crollata a seguito delle costruzioni delle fondamenta di alcune case, mentre l'illuminazione è consentita da un'ampia finestra; l'ambiente propone nel lato sud un'abside, dove restano decorazioni a stucco, e un podio dove poggiava un labrum rimosso durante le indagini borboniche, mentre in quello nord è posta una vasca per il bagno caldo con gradini e fondo rivestiti in marmo; proprio in marmo era la zoccolatura delle pareti, poi asportati, mentre gli affreschi sono in giallo e il pavimento è a mosaico con tessere bianche circondato da una cornice di tessere nere: caratteristica una lastra di marmo lunense posto sulla parete est, che proviene con molta probabilità dalla zona del foro e trascinata nella stanza dai flussi piroclastici. Dall'apodyterium si accede inoltre ad un corridoio che conduce agli ambienti di servizio come il forno ed il pozzo: quest'ultimo, utilizzato solo in caso di emergenza dopo l'apertura dell'acquedotto del Serino, ha un diametro di due metri ed una profondità di tredici e realizzato in opera incerta; l'acqua veniva attinta o a mano o tramite un meccanismo automatico formato da cuscinetti in bronzo e un'antlia a secchielli. La fornace invece è stata ritrovata priva di tutti gli oggetti in bronzo e piombo che servivano per il suo funzionamento, asportati dagli esploratori borbonici ed alimentava tre grosse caldaie: le bocche sono in tufo e chiusi da battenti in ferro, rinvenuti ancora intatti al momento dello scavo; nell'ambiente si riconoscono decorazioni parietali divisi in pannelli rettangoli a linee nere e gialle.

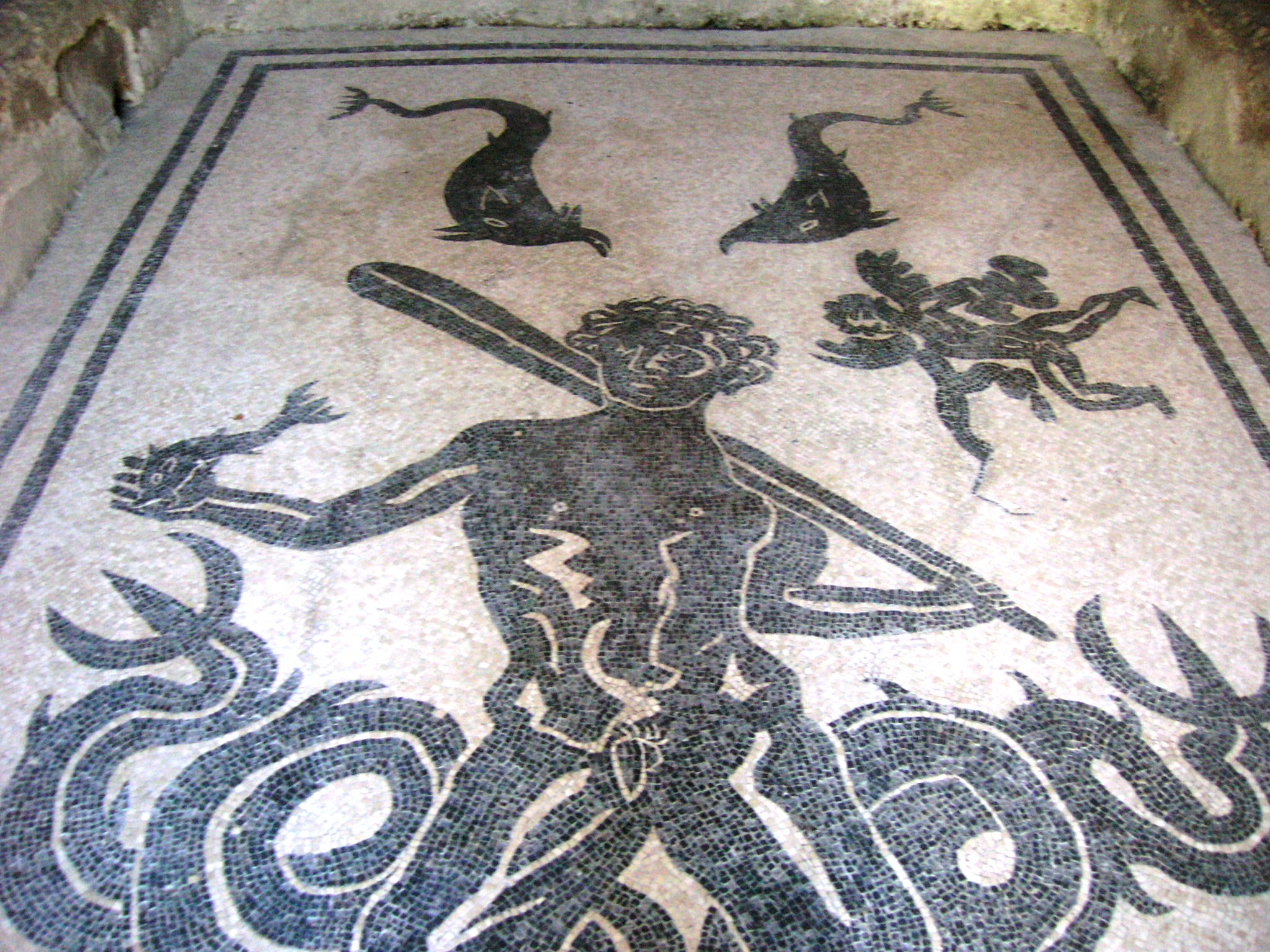
Mosaico dellapodyterium della sezione femminile

La sezione femminile ha ingresso dal cardo IV e lungo il marciapiede antistante l'entrata si notano resti di basi di colonne che sostenevano una balconata che aveva il compito sia di aumentare la superficie abitativa del piano superiore che quello di riparare le persone in caso di pioggia. La sala d'attesa aveva una capienza di circa cinquanta persone ed era coperta con travi in legno: il pavimento è in cocciopesto, mentre le pareti sono affrescate con zoccolatura in rosso ed il restante in bianco e nero; si nota inoltre nella vicinanze una scala con sette gradini in legno carbonizzati ed otto in muratura che conduceva al piano superiore dove si trovavano anche le vasche di carico. Dopo aver superato un vestibolo con pareti stuccate in bianco e pavimento con mosaico a disegni geometrici, si accede all'apodyterium: l'ambiente presenta alle pareti, decorate con zoccolatura in rosso e la parte superiore in bianco, con cornice in stucco che delimita la volta, mensole per riporre i vestiti, mentre il pavimento è decorato con un mosaico, realizzato con tessere grandi, raffigurante Tritone, che regge tra le mani un timone ed un piccolo delfino e contornato da una seppia, un polpo, un amorino con in mano un flagello ed altri delfini. Il tepidarium presenta un podio in muratura, probabilmente utilizzato come fornace per riscaldare l'ambiente ed un pavimento a mosaico caratterizzato da disegni geometrici all'interno del quale vengono riprodotti alcuni oggetti come un'anfora, uno skyphos, una situla, un oinochoe e un simpulum. Il reparto femminile si conclude con il calidarium, rivestito in marmo, eccetto la parete di fondo in tassellato bianco, che conserva una vasca ed un podio stuccato dove poggiava il labrum ed un pavimento a mosaico con tessere bianche e striscia nera, al di sotto del quale sono presente delle suspensurae per il riscaldamento: su un sedile in marmo presente nella stanza è scolpito un satiro che porta sulla terza due corni e groppoli d'uva. Al di sopra della volte degli ambienti termali era presente una sorta di solaio piano e lo spazio ricavato era utilizzato come abitazione per i dipendenti.